# Ouderkerk aan den IJssel
Pour les articles homonymes, voir Ouderkerk.

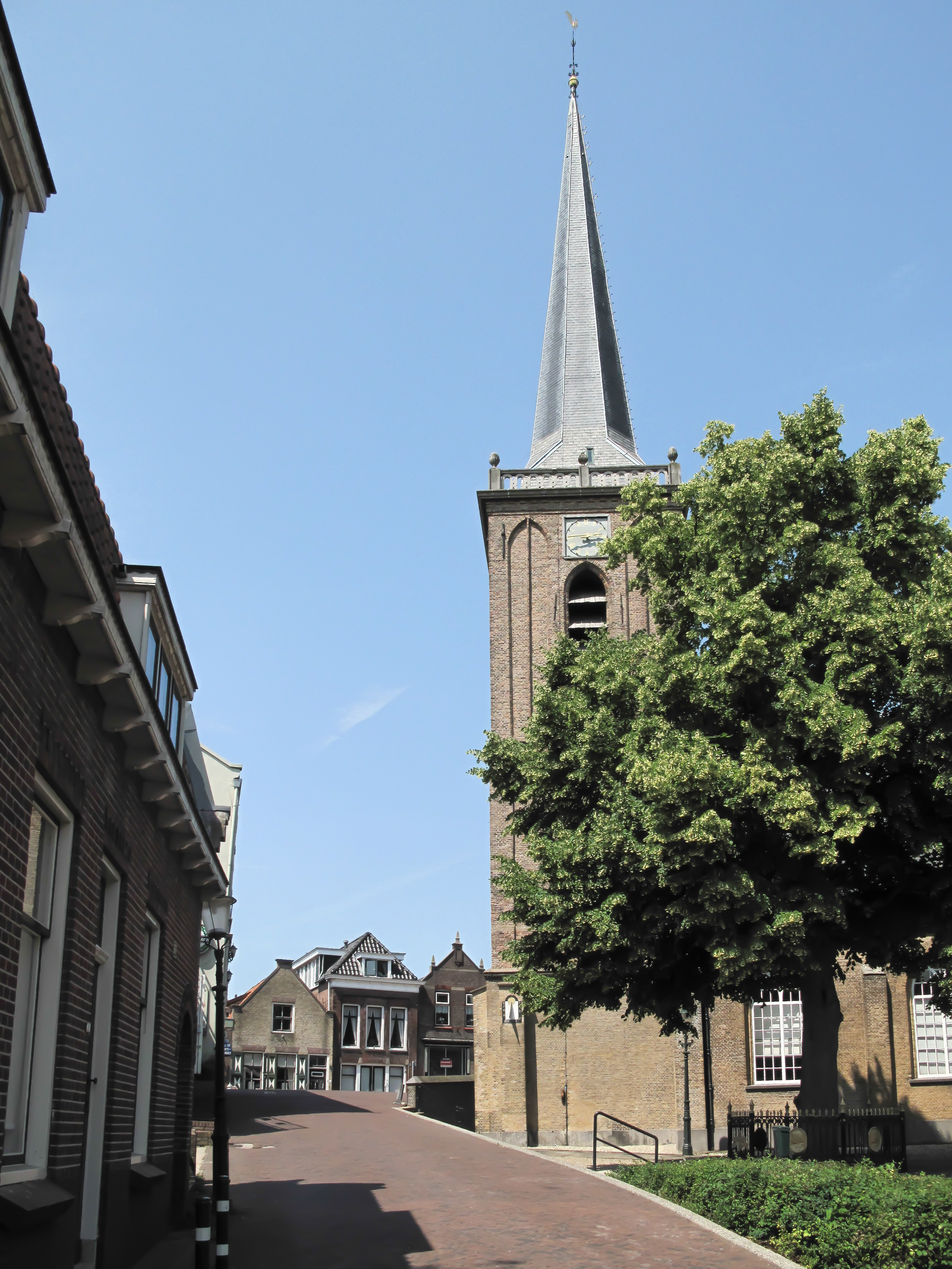
Église protestante

Ouderkerk aan den IJssel est un village situé dans la commune néerlandaise de Krimpenerwaard, dans la province de la Hollande-Méridionale. Le 1er janvier 2008, le village comptait environ 5 700 habitants.

## Histoire
Ouderkerk aan den IJssel a été une commune indépendante jusqu'au 1er janvier 1985. À cette date, elle fusionne avec Gouderak pour former la commune d'Ouderkerk. Elle est également la commune natale de Stefan de Vrij, footballeur international néerlandais.